# Leonid Agutin
Leonid Nikolaevič Agutin (in russo Леонид Николаевич Агутин?; Mosca, 16 luglio 1968) è un cantante russo.

## Discografia
- 1994 – Bosogongij mal'čik
- 1996 – Dekameron
- 1998 – Letnij dožd'
- 1998 – Compilation
- 1999 – Služebnyj roman
- 2001 – Leonid Agutin
- 2003 – Deža vju
- 2005 – Cosmopolitan Life (con Al Di Meola)
- 2007 – Ljubov. Doroga. Grust' i radost'
- 2012 – Vremja poslednich romantikov
- 2013 – Tajna skleennych stranic